# Rudiger von Langheim
Rudiger von Langheim († 24. Februar 1274) war Abt des Benediktinerklosters in Münsterschwarzach. Da die Amtszeit seines Vorgängers Hermann im Unklaren liegt, ist auch der Amtsantritt von Abt Rudiger nicht bekannt. Im Amt war Abt Rudiger dann bis 1273, wobei er seinen Nachfolger noch während seines Abbiats ernennen ließ.

## Münsterschwarzach vor Rudiger
Die Äbte, die vor dem Amtsantritt Rudigers das Kloster in Münsterschwarzach leiteten, führten weiterhin das Adelsprinzip fort, sodass der Konvent nur aus Zweitgeborenen Adeligen der Umgebung bestand. Eigentlich hätten dies die, zu Beginn des 12. Jahrhunderts eingeführten, Reformen von Hirsau beheben sollen, für die man sogar Mönche aus dem Schwarzwaldkloster an den Main geholt hatte. Unter Abt Dietrich I. begannen die Reformen auch in Schwarzach zu wirken.
Die Nachfolger des Dietrich bemühten sich auch um die äußere Erneuerung der Klostergebäude: 1151 wurde ein Sarkophag für die wichtigsten Klostervorsteher errichtet, die zuvor der Mainabtei vorgestanden hatten. Unter Abt Gozwin wurden neue Altäre in die Klosterkirche gebracht, gleichzeitig begann der Neubau des Kreuzgangs. Das folgende 13. Jahrhundert ist dann in nur wenigen Quellen erwähnt: Es beginnt mit der teilweisen Zerstörung der Abtei im Jahr 1228.

## Leben
Über die Herkunft des Abtes Rudiger von Langheim ist nur wenig bekannt. Fest steht, dass er Teil der Ministerialenfamilie der Langheim war, die aus dem heutigen Großlangheim im Umkreis Kitzingens stammte und dem Kitzinger Frauenkloster als Dienstmannen unterstellt waren. Bereits unter Abt Simon wurde Rudiger erwähnt. Er wird als Mönch „Rudigerus de Lancheim“ auf einer äbtlichen Urkunde verzeichnet. Es ist also davon auszugehen, dass Rudiger bereits einige Jahre in Münsterschwarzach Mönch war.
Der Amtsantritt nach dem Tod seines umstrittenen Vorgängers Abt Hermann wurde nicht in den Quellen erwähnt, sodass auch kein Datum für dieses Ereignis vorliegt. Erstmals tauchte Rudiger erst 1254 in einer Urkunde auf, die eine Schenkung der Grafen von Castell an ein Würzburger Kloster behandelte. Es folgten mehrere Urkunden, in denen Rudiger in den Jahren 1258, 1260, 1261, 1268 und 1270 als Zeuge vermerkt wurde.
Im Jahr 1266 wurde das Kloster erneut in Mitleidenschaft gezogen, als sich eine Fehde zwischen den Würzburger Bischöfen und den Henneberger und Casteller Grafen in Kämpfen nahe dem Kloster niederschlug. Am 20. Dezember 1272 verkaufte das Kloster seine Güter in Lülsfeld an das Stift Haug. Am 29. Juni 1273 tauchte Abt Rudiger letztmals in den Quellen auf. Er verstarb wohl am 24. Februar 1274, nachdem er bereits während seiner Amtszeit seinen Nachfolger ernannt hatte.